# Liste der Einträge im National Register of Historic Places im Young County
Die Liste der Registered Historic Places im Young County führt alle Bauwerke und historischen Stätten im texanischen Young County auf, die in das National Register of Historic Places aufgenommen wurden.

## Aktuelle Einträge
| Lfd. Nr. | Name                       | Bild | Datum der Eintragung | Adresse/Lage                     | Ort        | ID-Nr.   | Beschreibung |
| -------- | -------------------------- | ---- | -------------------- | -------------------------------- | ---------- | -------- | ------------ |
| 1        | Fort Belknap               |      | 15. Okt. 1966        | 1 mi. S of jct. of TX 24 and 251 | Newcastle  | 66000824 |              |
| 2        | Graham Post Office         |      | 25. Juni 1999        | 429 Third St.                    | Graham     | 99000724 |              |
| 3        | Harrell Site               |      | 15. Okt. 1966        | Address Restricted               | South Bend | 66000825 |              |
| 4        | National Theater           |      | 24. Juni 1993        | 522 Oak St.                      | Graham     | 93000565 |              |
| 5        | Spencer Boyd Street Houses |      | 16. Aug. 1984        | 800 and 804 3rd St.              | Graham     | 84002005 |              |